# Ширіоара
Ширіоара (рум. Șirioara) — село у повіті Бистриця-Несеуд в Румунії. Входить до складу комуни Шієу-Одорхей.
Село розташоване на відстані 327 км на північний захід від Бухареста, 15 км на захід від Бистриці, 63 км на північний схід від Клуж-Напоки.

## Населення
За даними перепису населення 2002 року у селі проживали 289 осіб, усі — румуни. Усі жителі села рідною мовою назвали румунську.